# Шпет, Иван Иванович
Иван Иванович Шпет (?—1797) — русский военачальник, генерал-майор.

## Биография
Дата рождения и вступления в военную службу — неизвестны.
В период 03.12.1796–01.10.1797 – был шефом Вятского мушкетерского полка.
Умер 3 сентября 1797 года.
Исключен 01.10.1797 года из списков пока умершим.

## Награды
- Награждён орденом Св. Георгия 3-й степени (№ 93, 18 марта1792) — «Во уважение на усердную службу, храбрые и мужественные подвиги, оказанные им в сражении при Мачине и разбитии войсками Российскими под командою генерала князя Николая Васильевича Репнина многочисленной турецкой армии верховным визирем Юсуф-пашею предводимой».[1]
- Также был награждён другими орденами Российской империи.